# Caju
Caju, właśc. Alfredo Gottardi (ur. 14 stycznia 1915 w Kurytybie, zm. 24 kwietnia 2001 tamże) – brazylijski piłkarz występujący podczas kariery na pozycji bramkarza.

## Kariera klubowa
Całą karierę piłkarską spędził w Athletico Paranaense z rodzinnej Kurytyby. W Athletico Paranaense grał w latach 1933–1950 rozegrawszy 620 spotkań. Z Athletico Paranaense sześciokrotnie zdobył mistrzostwo Stanu Parana – Campeonato Paranaense w: 1934, 1936, 1940, 1943, 1945 i 1949 roku.

## Kariera reprezentacyjna
W reprezentacji Brazylii Caju zadebiutował 14 stycznia 1942 w meczu z reprezentacją Chile podczas Copa América 1942, na którym Brazylia zajęła trzecie miejsce. Na tym turnieju wystąpił w sześciu meczach z: Chile, Argentyną, Peru, Urugwajem, Ekwadorem i Paragwajem.
Mecz z reprezentacją Paragwaju był ostatnim w reprezentacji.